# سعود بن عبد الله بن جلوي
الأمير سعود بن عبد الله بن منصور بن عبد الله بن جلوي آل سعود؛ مستشار أمير منطقة مكة المكرمة ومحافظ جدة بالمرتبة الممتازة منذ 5 مايو 2022، وكان قبلها يشغل وظيفة وكيل أمانة محافظة جدة بالمرتبة الخامسة عشر.